# Justin Bitakwira
Justin Bitakwira Bihona-Hayi, né le 5 décembre 1960 à Lemera au Sud-Kivu (Congo-Léopoldville), est un homme politique de république démocratique du Congo, membre de l'Assemblée nationale depuis 2006.

## Biographie
Justin Bitakwira Bihona-Hayi est né le 5 décembre 1960 à Lemera, dans le village de Katala, non loin de Mulenge, au Sud-Kivu. Il est le fils de Mzee Somora Mugambire et de Ritha Kyabatima. Dès son enfance, il perd son père, tué par des groupes mulélistes dans la plaine de la Ruzizi,,.
Après ses études primaires à l'école primaire Katala, il obtient son diplôme d'État en 1978 à l'Instiitut Mwanga d'Uvira (à l'époque appelé Collège Stella Maris).

## Carrière politique

### Débuts
Au début des années 1980, Bitakwira s'engage en politique et prend la tête de l'Union pour la démocratie et le progrès social (UDPS) à Uvira en 1984. Plus tard, il orchestre une conférence exhortant les communautés Vira et Fuliru à s'opposer à un représentant officiel Ngala de l'Agence nationale de documentation, un service de renseignement zaïrois.
Il est ensuite arrêté et emprisonné pendant 15 jours. Le 5 août 1987, Bitakwira dirige un collectif de jeunes aspirants d'Uvira dans la rédaction d'une épître ouverte adressée au président Mobutu Sese Seko, dans l'intention de la remettre à l'ambassade du Zaïre à Bujumbura. Il est successivement emprisonné au Burundi, à Uvira puis à Bukavu avant de s'exiler, après sa libération, au Kenya et en Afrique de l'Ouest, au Cameroun où il reste huit ans. Il revient au pays après la chute du régime de Mobutu en 1998.
Ses précédentes luttes lui valent, à son retour, une présentation par ses anciens compagnons d'Uvira à Laurent-Désiré Kabila, le nouveau chef d'État. En 2000, il galvanise un groupe de plus de 15 000 jeunes devant l'ambassade de Belgique à Kinshasa pour protester avec véhémence contre le mandat d'arrêt émis contre Abdoulaye Yerodia Ndombasi.

### Député
En 2006, lors des premières élections démocratiques, sous le label du Parti congolais pour la bonne gouvernance (PCBG), il est candidat aux élections législatives nationales dans la circonscription d'Uvira et est élu député national,. En 2008, il plaide pour que le gouvernement central établisse l'autorité de l'État dans tout le pays et déplore les abus systématiques commis contre les agriculteurs de Fuliru.
Il est le seul réélu en 2011 dans sa circonscription, s'étant présenté sous les couleurs de l'Union pour la nation congolaise (UNC) et occupe successivement les postes de rapporteur de la commission socio-culturelle et de président du groupe parlementaire UBNC et alliés. En 2016, il lance officiellement son parti politique : Alliance pour la république et la conscience nationale (ARCN).
En 2018, Bitakwira n'est pas élu aux élections législatives dans sa circonscription,. Après que sa candidature ait été rejetée puis admise, il échoue également au poste de gouverneur du Sud-Kivu avec zéro voix sur 48 députés votants,,.
Il est réélu député national aux élections législatives de 2023 après publication des résultats provisoire,.

### Ministre
Ministre des Relations avec le Parlement : Justin Bitakwira Bihoha - Hayi a été nommé Ministre des Relations avec le Parlement dans le gouvernement de transition dirigé par Samy Badibanga. Ce gouvernement a été mis en place dans le cadre des accords politiques visant à résoudre la crise politique en RDC après les élections contestées de 2011.
Le gouvernement de Badibanga a été formé en novembre 2016 et a fonctionné jusqu'à la fin de la transition en  décembre 2017. En tant que Ministre des Relations avec le Parlement, Bitakwira était responsable de faciliter la communication et la collaboration entre le gouvernement et le parlement, un rôle crucial dans un contexte de transition politique.
Ministre du Développement Rural dans le gouvernement de Bruno Tshibala en République Démocratique du Congo (RDC) décembre 2017 à décembre 2018.

### Controverses et sanctions
Le 8 décembre 2022, l'Union européenne (UE) sanctionne Justin Bitakwira pour ses discours incitant à la violence contre la communauté Banyamulenge, discours qui aggravent les conflits dans les Hauts-Plateaux du Sud-Kivu en république démocratique du Congo. Ces sanctions, incluent une interdiction d'entrée dans l'UE et un gel des avoirs jusqu'au 12 décembre 2023.
En juillet 2023, Justin Bitakwira, provoque une polémique avec des déclarations contre la communauté tutsi Banyamulenge du Sud-Kivu, accusant également les Bashi de complicité. Ses propos, basés sur le livre Holocauste au Congo de Charles Onana, sont condamnés par l'Union européenne comme une incitation à la violence interethnique,. Bitakwira, déjà sous sanctions de l'UE, est libéré sans inculpation après sa convocation judiciaire. La communauté Bashi rejette ses accusations et exige des excuses, réaffirmant son histoire de résistance.